# 千賀鶴太郎

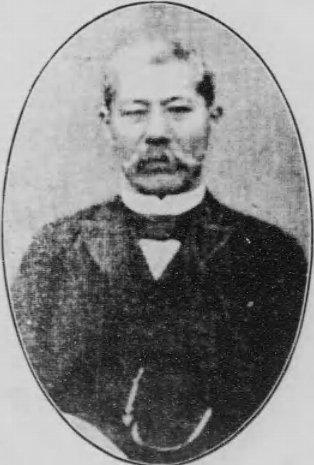
千賀鶴太郎

千賀 鶴太郎（せんが つるたろう、安政4年2月11日（1857年3月6日） - 1929年（昭和4年）3月19日）は、明治期の法学者。雅号は「孤松庵主人」「蝉水漁史」。従三位勲二等。

## 経歴
備前国生まれ。9歳で岡山藩藩学に入り、遺芳館（池田光政の諡・「芳烈公」に因む）で修行し、1874年（明治7年）に上京。小松原英太郎、関新吾、山脇巍らと上京し慶應義塾に学ぶ。1876年（明治9年）から1880年（明治13年）まで慶應義塾の派遣職員となって、中村敬宇の同人社に入りのちに塾頭となる。1884年（明治17年）から1899年（明治32年）までドイツに滞在。ベルリン大学に学び、訪独中の内相山縣有朋に都筑馨六を紹介される。1897年（明治30年）ベルリン大学法科学位を受ける。1899年（明治32年）に京都帝国大学法科大学が開設すると、羅馬法担当となり京都法政専門学校（現：立命館大学）、関西法律学校教授を兼任、明治34年（1901年）に法学博士。1907年（明治40年）京都帝国大学評議員。1914年（大正3年）第三高等学校講師、1916年（大正5年）高等官一等一級、1919年（大正8年）正四位、1923年（大正12年）京都帝国大学名誉教授。1929年（昭和4年）に死去し、従三位勲二等を追贈された。

## 栄典
- 1903年（明治36年）12月26日 - 正六位[1]
- 1909年（明治42年）7月10日 - 正五位[2]